# Unione della Libertà di Lituania
L'Unione della Libertà di Lituania (in lituano: Lietuvos Laisvės Sąjunga - LLS) è stato un partito politico lituano di orientamento nazionalista fondato nel 1992 in seguito ad una scissione dalla Lega della Libertà di Lituania.
Si è dissolto nel 2011.

## Risultati elettorali
| Elezione          | Voti   | %    | Seggi   |
| ----------------- | ------ | ---- | ------- |
| Parlamentari 1992 | 7.760  | 0,42 | 0 / 141 |
| Parlamentari 1996 | 20.511 | 1,57 | 0 / 141 |
| Parlamentari 2000 | 18.622 | 1,27 | 1 / 141 |
| Parlamentari 2004 | 3.337  | 0,28 | 0 / 141 |

| Controllo di autorità | VIAF (EN) 3472154260605324480003 |